# C2H2Cl2O
化学式C2H2Cl2O（摩尔质量：112.94 g/mol）有多个同分异构体：
- 二氯乙醛，CAS号：79-02-7
- 氯乙醯氯，CAS号：79-04-9
- 二氯环氧乙烷，CAS号：137222-50-5 
  - 1,1-二氯环氧乙烷，CAS号：68226-83-5 
  - 1,2-二氯环氧乙烷，混合CAS号：60336-63-2 ；R,R：16650-12-7 ；R,S：16650-11-6

|  | 这个同类索引页列出了具有相同分子式的化学物（即同分異構體）条目。 除非您是有意链接至本页，否则应将相应条目的内部链接指向正确的条目。 |